# Yutani
Yutani, född 27 september 2000 i Hiroshima, är en japansk fribrottare.

## Karriär

### Mexiko (2020–2022)
Yutani inledde sin karriär i Mexiko då han flyttade dit år sommaren 2020 för att träna under Bandido i hans förbund Big Lucha. Yutani har också tränat under Flamita, Fénix och Ricky Marvin i Mexiko. I Big Lucha är han en del av den onda organisationen Black Generation tillsammans med Flamita, Emperador Azteca, El Bendito, Action Jackson och El Elemental. I maj 2021 debuterade han för Consejo Mundial de Lucha Libre i Guadalajara. Den 19 december 2021 gjorde Yutani sin första match för Lucha Libre AAA Worldwide i ett samevenemang med Bandidos Big Lucha. Den 23 november 2022 vann han matchen Torneo Alas de la Independencia över tretton andra yngre fribrottare, vilket ledde till en första stor singelmatch mot hans tränare Bandido för Big Luchas huvudtitel den 14 oktober 2022. Bandido vann till slut matchen.

### Japan (2022–)
I november 2022 värvades han till förbundet Gleat i Japan och han gjorde sin japanska fribrottningsdebut i förbundet den 19 november 2022 då han tillsammans med Flamita besegrade Jun Tonsho och Minoru Tanaka. Under november 2022 gick han tre ytterligare matcher i Gleat, av vilka han vann samtliga.